# Вольнянск
Вольня́нск (укр. Вільнянськ) — город в Запорожской области Украины. Входит в Запорожский район и образует Вольнянскую городскую общину. До 2020 года был административным центром упразднённого Вольнянского района, в котором составлял Вольнянский городской совет (включавший также село
Смородино).

## Географическое положение
Город Вольнянск находится на левом берегу реки Вольнянка, выше по течению на расстоянии в 1,5 км расположено село Раздолье, ниже по течению примыкает село Смородино, на противоположном берегу — сёла Вольнянка и Новосёловка.
К городу примыкает село Павловское.

## История
1840 год — основан как село Софиевка семействами русских уездных дворян Мещерских и Костриковых.
В 1935 году село переименовано в пгт Красноармейское.
В 1944 году переименовано в пгт Червоноармейское.
В 1966 году посёлок стал городом Вольнянск.
В 1969 году численность населения составляла 11,8 тыс. человек, здесь действовали завод столовых приборов, завод пластмассовых изделий и маслодельный завод.
В январе 1989 года численность населения составляла 17 566 человек, крупнейшими предприятиями в это время являлись инструментальный завод и завод пластмассовых изделий.

## Население
На август 2024 года численность населения составляла около 16 тысяч человек.

### Языковой состав
Родной язык населения по данным переписи 2001 года:
| Язык       | Численность, чел. | Доля     |
| ---------- | ----------------- | -------- |
| Украинский | 14 233            | 86,49 %  |
| Русский    | 2 137             | 12,99 %  |
| Другое     | 86                | 0,52 %   |
| Итого      | 16 456            | 100,00 % |

Украинский язык является основным и единственным официальным языком города.

## Экономика
- ОАО «Вольнянский машиностроительный завод им. Шевченко» (ООО НПП «Рост»)
- ООО «Срибна поляна» (Завод имени Шевченко)
- ООО «Ритм»
- ООО «Вольнянский комбинат хлебопродуктов»
- ОАО «Вольнянский маслозавод»
- ООО «Агропроинвест 08»
- ООО «Солнечные батареи „Альтернатива“»
- ЗАО «Агротехсервис»
- ООО «Пожтехника»
- ВАТ «Укртелеком»
- ООО «Мулино»
- Вольнянская птицефабрика
- Деливери
- Новая Почта

## Транспорт
- Железнодорожная станция[5] Вольнянск на линии Харьков — Севастополь[4]
- Центральный автовокзал

## Объекты социальной сферы
- гимназия «Свиточ»
- 3 общеобразовательные школы
- Вольнянский профессиональный лицей (ПТУ-61)
- Вольнянская школа-интернат
- 3 детских сада
- Спортивная школа
- Детская художественная школа
- Музыкальная школа
- Вольнянская центральная районная больница
- Детская консультация
- Вольнянская поликлиническая больница
- Женская консультация
- центр детского и юношеского творчества
- Дом культуры
- Районная детская библиотека
- Районная библиотека для взрослых
- Музыкальная школа
- Футбольный стадион
- Стадион для мини-футбола с искусственным покрытием
- Парк имени Т. Г. Шевченка
- Парк Юбилейный
- Парк выпускников
- Районный суд
- прокуратура
- Вольнянский городской отдел полиции
- отделение Укрпочты
- 2 отделения Новой почты
- супермаркет АТБ
- Вольнянская налоговая инспекция (центр обслуживания плательщиков)

## Религия
- Свято-Владимирский храм УПЦ
- 2 церкви евангельских христиан-баптистов
- Церковь адвентистов седьмого дня
- Христианская церковь «Победа»
- Церковь «Вифания»